# Savage Poetry
Savage poetry est le premier album du groupe de power metal allemand Edguy. Il est sorti en 1995. Vu que la production était assez faible et pas très professionnelle et vu que les copies de l'album n'étaient plus disponibles, Edguy a réenregistré l'album sous une nouvelle forme en 2000 sous le titre The Savage Poetry. L'album original se trouvait sur un deuxième disque d'une version limitée. À l'époque de l'enregistrement, les membres du groupe étaient âgés d'environ seize ans.

## Personnel de l'album
- Tobias Sammet - chant, guitare basse, keyboards
- Jens Ludwig - guitare
- Dirk Sauer - guitare
- Dominik Storch - batterie et percussions

## Liste des chansons
1. "Key to My Fate" 4:36
2. "Hallowed" 6:30
3. "Misguiding Your Life" 4:11
4. "Sands of Time" 5:07
5. "Sacred Hell" 6:09
6. "Eyes of the Tyrant" 8:32
7. "Frozen Candle" 7:57
8. "Roses to No One" 5:48
9. "Power and Majesty" 5:10